# Walter J. Mayr

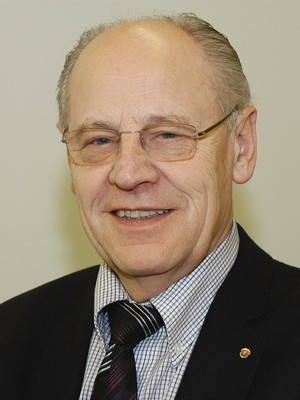
Walter J. Mayr

Walter Josef Mayr (* 1. Oktober 1943 in Traunstein) ist ein österreichischer Kommunalpolitiker (ÖVP). Die Gründung der Fachhochschule Kufstein geht wesentlich auf sein Engagement zurück.

## Leben
Nach Abschluss einer Wirtschaftsschule und einer Lehre als Groß- und Außenhandelskaufmann sowie einer Offiziersausbildung (Raketenschule des Heeres in Eschweiler) absolvierte Mayr das Studium zum Master of Business-Administration (MBA) sowie zum akademischen Betriebsorganisator (akad. BO). Von 1965 bis 1974 war er Geschäftsführer eines Sanitär- und Heizungsgroßhandels in Kufstein. Von 1981 bis 1989 war er Geschäftsführer der Niederlassung eines internationalen Industriekonzerns in Wien.

### Politische Tätigkeit
Mayr war von 1987 bis 1989 und erneut von 1992 bis 2011 für die ÖVP in der Kufsteiner Kommunalpolitik aktiv. Von 1992 bis 2010 amtierte er als Bürgermeisterstellvertreter, zu seinen Agenden gehörten das Wirtschafts-, Finanz-, Bau- und Verkehrs-Referat, parallel übernahm er weitere kommunale Aufgaben, u. a. im Bereich der Abfallwirtschaft. Von 1987 bis 2004 war er stellvertretender Obmann bzw. Obmann des ÖWB. 2011 zog sich Mayr aus der Stadtpolitik zurück und legte seine Funktionen als Gemeinderat und in der Fachhochschule Kufstein nieder.

### Fachhochschule Kufstein
Walter Josef Mayr ist Gründer des Vereins für internationale Fachhochschulstudiengänge und Weiterbildung Kufstein, dem er von 1995 bis 2011 als Obmann vorstand. Die Gründung der Fachhochschule Kufstein im Jahr 1997 geht wesentlich auf sein Engagement zurück. Von 1997 bis 2002 war Mayr Geschäftsführer der FHS Kufstein Tirol Bildungs GmbH und war wesentlich an der Entwicklung mehrerer Studiengänge beteiligt. Von 1997 bis 2011 war Mayr auch Geschäftsführer der Fachhochschul-Errichtungs- und Betriebs GmbH und errichtete bzw. führte das der FH zugehörige Studentenwohnheim. Parallel stand er verschiedenen, mit der FH in Verbindung stehenden Organisationen (Wirtschaftsbeirat, Fachhochschul-Akademie, Verlag) vor und gründete den Alumni-Club. Über das Entstehen der Fachhochschule veröffentlichte er 2022 ein Buch.
Auch die Gründung der ISK Internationale Schule Kufstein (ein privates Oberstufenrealgymnasium) geht wesentlich auf Mayrs Engagement zurück.

## Vereine, Gesellschaften und Organisationen
- Gründer und Gesellschafter bis Ende 2015 von Radio U1 (Juni 1997)
- Mitgründer der TOP-City Kufstein und Mitglied des Beirates von 1996 bis 2010 (Obmann von 2007 bis 2010)
- Mitgründer des Gründer- u. Business-Center Innotech Kufstein und Gesellschaftervertreters bis 2011
- Mitgründer der Technikum Kufstein GmbH und zugleich Vorsitzender der Gesellschafter von 2008 bis 2011
- Mitgründer des grenzüberschreitenden NP-Vereins Euregio Inntal-Chiemsee-Kaisergebirge-Mangfalltal(10/1998)[11], Präsident 1995–1998 und Initiator von diversen EU-Projekten.
- Mitgründer und 1989/90 Präsident des Kiwanis-Club Kufstein (1979), Gründer des Kiwa-Junior-Clubs (1989)[12]
- Ehrenamtliches Vorstandsmitglied der Raiffeisenbank RBK Kufstein-Wörgl von Mai 2000 bis August 2012 und anschließend Mitglied des Aufsichtsrates bis Ende Mai 2014.
- 2011–2014 Präsident der Euregio Inntal, danach Vizepräsident.
- 2017–2021 Präsident der Euregio Inntal.
- Mitgründer des Hagelabwehr- und Forschungsverein Tirol, 2014, Obmann des Vorstandes
- Mitgründer der Leader-Region Kufstein und Umgebung, Untere Schranne und Kaiserwinkl, 2014, Mitglied des Vorstandes
- Gründer des Vereins EUREGIO Marien-Wege MARIA BE-WEG-T 2018

## Ehrungen
- 1961 Leistungsabzeichen in Bronze der bayerischen Feuerwehren
- 1997 Berufstitel Kommerzialrat durch den Bundespräsidenten
- 2000 1. Rotary-Preis des Rotary-Clubs Kufstein
- 2003 Silberne Ehrenmedaille der Wirtschaftskammer Tirol[13]
- 2004 Berufstitel Professor durch den Bundespräsidenten
- 2007 Julius Raab-Ehrenmedaille des Österreichischen Wirtschaftsbundes[14]
- 2007 Verdienstkreuz des Landes Tirol
- 2009 Ehrenzeichen des Tiroler Jägerverbandes, Bezirk Kufstein
- 2010 Life Member-Status Kiwanis International[15]
- 2011 Ehren-Präsident auf Lebenszeit der Fachhochschule Kufstein Tirol[16]
- 2014 Goldenes Ehrenzeichen der Raiffeisen-Landesbank Tirol
- 2022 Ehren-Präsident der EUREGIO Inntal-Chiemsee-Kaisergebirge-Mangfalltal[17]
- 2023 Verdienstmedaille der Stadt Rosenheim[18]